# نوینگامه
نوینگامه (به آلمانی: Hamburg-Neuengamme) یک منطقهٔ مسکونی در آلمان است که در هامبورگ واقع شده‌است. نوینگامه ۳٬۴۵۹ نفر جمعیت دارد.